# Proverville
Proverville és un municipi francès situat al departament de l'Aube i a la regió del Gran Est. L'any 2007 tenia 270 habitants.

## Demografia

### Població
El 2007 la població de fet de Proverville era de 270 persones. Hi havia 124 famílies de les quals 36 eren unipersonals (8 homes vivint sols i 28 dones vivint soles), 52 parelles sense fills, 32 parelles amb fills i 4 famílies monoparentals amb fills.
La població ha evolucionat segons el següent gràfic:
Habitants censats

### Habitatges
El 2007 hi havia 139 habitatges, 126 eren l'habitatge principal de la família, 7 eren segones residències i 6 estaven desocupats. 137 eren cases i 2 eren apartaments. Dels 126 habitatges principals, 110 estaven ocupats pels seus propietaris, 14 estaven llogats i ocupats pels llogaters i 2 estaven cedits a títol gratuït; 5 tenien dues cambres, 17 en tenien tres, 43 en tenien quatre i 61 en tenien cinc o més. 94 habitatges disposaven pel capbaix d'una plaça de pàrquing. A 63 habitatges hi havia un automòbil i a 52 n'hi havia dos o més.

### Piràmide de població
La piràmide de població per edats i sexe el 2009 era:
| Homes | Edats   | Dones |
| ----- | ------- | ----- |
| 0     | 95 o +  | 0     |
| 0     | 90 a 94 | 0     |
| 0     | 85 a 89 | 4     |
| 8     | 80 a 84 | 4     |
| 0     | 75 a 79 | 4     |
| 4     | 70 a 74 | 8     |
| 12    | 65 a 69 | 16    |
| 16    | 60 a 64 | 12    |
| 8     | 55 a 59 | 20    |
| 12    | 50 a 54 | 4     |
| 16    | 45 a 49 | 16    |
| 12    | 40 a 44 | 12    |
| 4     | 35 a 39 | 4     |
| 4     | 30 a 34 | 16    |
| 8     | 25 a 29 | 0     |
| 4     | 20 a 24 | 4     |
| 24    | 15 a 19 | 8     |
| 4     | 10 a 14 | 16    |
| 0     | 5 a 9   | 8     |
| 4     | 0 a 4   | 4     |

## Economia
El 2007 la població en edat de treballar era de 170 persones, 118 eren actives i 52 eren inactives. De les 118 persones actives 113 estaven ocupades (61 homes i 52 dones) i 5 estaven aturades (1 home i 4 dones). De les 52 persones inactives 23 estaven jubilades, 12 estaven estudiant i 17 estaven classificades com a «altres inactius».

### Ingressos
El 2009 a Proverville hi havia 124 unitats fiscals que integraven 280 persones, la mediana anual d'ingressos fiscals per persona era de 19.324 €.

### Activitats econòmiques
Dels 6 establiments que hi havia el 2007, 4 eren d'empreses de construcció, 1 d'una empresa de serveis i 1 d'una entitat de l'administració pública.
Dels 4 establiments de servei als particulars que hi havia el 2009, 1 era un paleta, 1 guixaire pintor i 2 fusteries.
L'any 2000 a Proverville hi havia 7 explotacions agrícoles.

## Poblacions més properes
El següent diagrama mostra les poblacions més properes.